# Hector e a Procura da Felicidade
Hector and the Search for Happiness (prt/bra: Hector e a Procura da Felicidade) é um filme germano-canado-britano-sul-africano de 2014, dos géneros aventura e comédia dramática, realizado por Peter Chelsom com guião de Tinker Lindsay e  Maria von Heland baseado no romance Le Voyage d'Hector ou la Recherche du bonheur, de François Lelord. Foi protagonizado por Simon Pegg e Rosamund Pike e exibido na Alemanha a 15 de agosto de 2014 e em Portugal a 26 de fevereiro de 2015.

## Elenco
- Simon Pegg como Hector[7]
  - Jakob Davies como Hector (jovem)[8]
- Rosamund Pike como Clara[9]
- Toni Collette como Agnes[8]
- Barry Atsma como Michael
- Stellan Skarsgård como Edward[10]
- Christopher Plummer como Professor Coreman[9]
- Jean Reno como Diego Baresco[8]
- Ming Zhao como Ying Li
- Chris Gauthier como Roger
- Chad Willett como Allan
- Togo Igawa como velho monge
- Tracy Ann Oberman como Jane
- Veronica Ferres como Anjali